# しどう会
しどう会（ しどうかい）は、かつて東京都渋谷区代々木に本部を置いた学習塾。「学習指導会」とも呼ばれた。運営は株式会社修学社。主な業務は小学生を対象とした中学受験学習指導であった。

## 沿革
- 1975年 - 高橋隆介によって東京都渋谷区代々木に設立
- 1980年1月7日 - 株式会社修学社設立
- 1994年2月16日 - 修学社がJASDAQ市場に上場（証券コード:9634）
- 1999年 - 創業者の高橋隆介一族が全株式を売却し、経営から退く
- 2005年8月 - 詐欺事件発生。何者かが修学社のコンピューターからネットバンキングを利用して同社とは無関係の口座に2億5500万円を振込み、全額が引き出された。
- 2005年10月1日 - 修学社、株式会社ウィンと合併。ウィンを存続会社とする吸収合併方式で、修学社は同日解散。株式会社ウィンはFELIXの名称で学習塾を展開しており、しどう会ブランドも消滅。

## 特徴

### 志望校別指導
学年が上がるにつれて志望校別指導に力を入れ、有名私立・国立中学への合格者を多数輩出した。特に、創業者であり長らく塾長を務めた高橋隆介の出身校である武蔵中学校の受験指導に強みがあった。全盛期（1980年代後半 - 1990年代前半）には、同校だけで毎年70名程度の合格実績を誇っていたほどである。しかし、教員の質にばらつきがあり、保護者からの苦情に対応できなかったなどの声もある。

### 生徒向け施策
生徒の動機付けを促すためにさまざまな新しい施策を展開し、お受験ブームの中でほかの学習塾にも大きな影響を与えたことで知られる。

#### 教員のニックネーム
各教員は、「うんまる」「ネロンガ」「ライオン」「ゴリラ」「ムシ」「カエル」「ゆうれい」「スイカ」「ハチ」など親しみやすいニックネームを持っていた。生徒は通常このニックネームで教員を呼んだ。

#### ハンコ
授業中に問題に正解したりすると、教員から任意の数のハンコ（いわゆるシヤチハタ印）を台帳に押してもらうことができた。ハンコは所定の数を集めると、各教室の受付カウンターでノート、鉛筆、蛍光ペン、Tシャツ、オリジナルのロールプレイングゲーム風カード、電子手帳などの景品と交換できた。なお、ハンコの図柄は教員のニックネームと連動するユニークなものだった。

#### 夏期合宿
夏期講習の一環として8月に実施され、6年生を中心に各教室の希望者が参加する。白樺湖（長野県）のホテルなどを会場におこなわれ、授業のほかレクリエーションも採り入れられた。しかし2004年からは行われていない。その代わりに通常の夏期講習よりも授業時間数の多い特別講習に置き換えている。

#### クラス分け
生徒数が一定数以上の講座では、模試の成績に応じてクラス分けを行った。それぞれ「一軍」「超一軍」「ウルトラ超一軍」などと名づけられた。「二軍」以下の名称もあったが、当該生徒の劣等感を排除するため、用いた例は少なかった。

## 主な校舎（2005年ごろ）
- 代々木教室
- 成城学園教室
- 二子玉川教室
- 自由が丘教室
- 三鷹教室
- 練馬教室
- ひばりが丘教室
- 成増教室
- 赤羽教室
- 千歳船橋教室
- 鷺沼教室
- 藤が丘教室
- 日吉教室
- 横浜教室
- 藤沢教室
- 本八幡教室

なお、かつては関西地方（京都・大阪・兵庫の各県）にも教室を持っていたことがある。

## 塾長（歴代）
- 高橋隆介
- 内山博仁（1999年 - ）